# Denis Marandici
Denis Marandici (Chisináu, 18 de septiembre de 1996) es un futbolista moldavo que juega en la demarcación de defensa para el Turan Tovuz de la Liga Premier de Azerbaiyán.

## Selección nacional
Tras jugar con la selección de fútbol sub-17 de Moldavia, la sub-19 y la sub-21, hizo su debut con la selección absoluta el 3 de septiembre de 2020 en un partido de Liga de las Naciones de la UEFA contra Kosovo que finalizó con un resultado de empate a uno tras el gol de Ion Nicolăescu para Moldavia, y de Benjamin Kololli para Kosovo.

## Clubes
| Club                     | País                 | Año       | Partidos | Goles |
| ------------------------ | -------------------- | --------- | -------- | ----- |
| U. D. Leiria             | Portugal             | 2016-2020 | 48       | 0     |
| N. K. Celje              | Eslovenia            | 2020-2022 | 39       | 0     |
| H. Š. K. Zrinjski Mostar | Bosnia y Herzegovina | 2022      | 4        | 0     |
| Turan Tovuz              | Azerbaiyán           | 2023-     | 59       | 2     |

## Palmarés

### Campeonatos nacionales
| Título                    | Club        | País      | Año  |
| ------------------------- | ----------- | --------- | ---- |
| Primera Liga de Eslovenia | N. K. Celje | Eslovenia | 2020 |